# Vals-près-le-Puy
Vals-près-le-Puy település Franciaországban, Haute-Loire megyében. Lakosainak száma 3392 fő (2022. január 1.). Vals-près-le-Puy Ceyssac, Espaly-Saint-Marcel, Le Puy-en-Velay és Saint-Christophe-sur-Dolaizon községekkel határos.

## Népesség
A település népessége az elmúlt években az alábbi módon változott:
| Lakosok száma | 2449 | 3505 | 3426 | 3527 | 3372 | 3328 | 3396 | 3420 | 3421 | 3392 |
|               | 1968 | 1982 | 1990 | 2006 | 2013 | 2015 | 2017 | 2019 | 2020 | 2022 |